# 超时空护卫队
超时空护卫队是腾讯视频播出的中国特攝電視劇于2022年9月10日杀青，于2023年9月28日起在腾讯视频上线。

## 相關資料